# Улица Воровского (Брест)
Улица Воро́вского — улица в центральной части города Брест. Протяжённость около 400 метров — от улицы Ленина.

## История
Начала застраиваться в Польше в 1922 году по проекту Ю.Лисецкого. Современный облик улицы сформировался в 1950—1970-е гг. В. Г. Купцова
Названа в 1940 году в СССР в честь польского революционера Вацлава Воровского.  В Польше улица называлась Слава Звежинского, в годы немецкой оккупации — Вилленштрассе. После освобождения Белоруссии в 1944-м улице вернули имя Воровского.
Сегодня на улице Воровского размещены многие предприятия и учреждения. Сохранилось несколько деревянных двухэтажных домов XX века с высокими крышами и мансардами

## Примечательные или важные объекты
- № 4 — «Поликлиника № 1»
- № 13 — РУП «Брестэнерго»
- № 10 — Плавательный бассейн «Нептун»
- № 11 — Консульство Украины